# Lucila Balsas
Lucila Balsas (n. 3 iunie 2000, Vicente López⁠(d), Buenos Aires, Argentina) este o sportivă ce a reprezentat Argentina. A participat la competiții asociate Jocurilor Olimpice în care a câștigat o medalie de aur.

## Participări
Lista de mai jos prezintă principalele competiții la care a participat Lucila Balsas de-a lungul carierei.
- Anexo:Balonmano playa en los Juegos Olímpicos de la Juventud de Buenos Aires 2018[*][1]